# Foho Beuno
Der Foho Beuno (kurz Beuno) ist eine Erhebung in der osttimoresischen Gemeinde Bobonaro. Sie liegt im Norden des Sucos Leolima (Verwaltungsamt Balibo) und hat eine Höhe von 464 m. Südöstlich befinden sich die Dörfer Quero und Semautleten, nördlich der Ort Goubin. Westlich erhebt sich der Samono, der höchste Berg des Sucos mit 707 m.